# Xanthoparmelia perplexa
Xanthoparmelia perplexa är en lavart som först beskrevs av Stizenb., och fick sitt nu gällande namn av Hale. Xanthoparmelia perplexa ingår i släktet Xanthoparmelia och familjen Parmeliaceae.   Inga underarter finns listade i Catalogue of Life.